# Lepidochrysops sylvius
Lepidochrysops sylvius är en fjärilsart som beskrevs av Gustaaf Hulstaert 1924. Lepidochrysops sylvius ingår i släktet Lepidochrysops och familjen juvelvingar. Inga underarter finns listade i Catalogue of Life.